# Église Saint-Juvénal du Moustoir
L'église Saint-Juvénal est située sur la commune du Moustoir en France.

## Localisation
L'église est située sur la commune du Moustoir dans le département des Côtes-d'Armor, dans la région Bretagne.

## Description
L'église est dédiée à saint Juvénal, elle date de 1507 environ (comme l'indique une inscription gravée sur une pierre), elle a été restaurée en 1891. Le choix du patronage de saint Juvénal, évêque de Jérusalem, reste une énigme ; il s'agit probablement d'un remplacement de saint Gwenaël, un saint breton, opéré par le clergé qui luttait contre le culte des saints bretons non reconnus officiellement par l'église catholique.

## Historique
L'église est inscrite partiellement au titre des monuments historiques par arrêté du 31 mars 1926.

## Protection
Éléments protégés : l'ossuaire, et façade sud de l'église jusqu'au transept  ; la croix du XVIe siècle située dans l'ancien cimetière ; statues : Vierge à l'Enfant, saint Avit, sainte Marguerite.

## Galerie

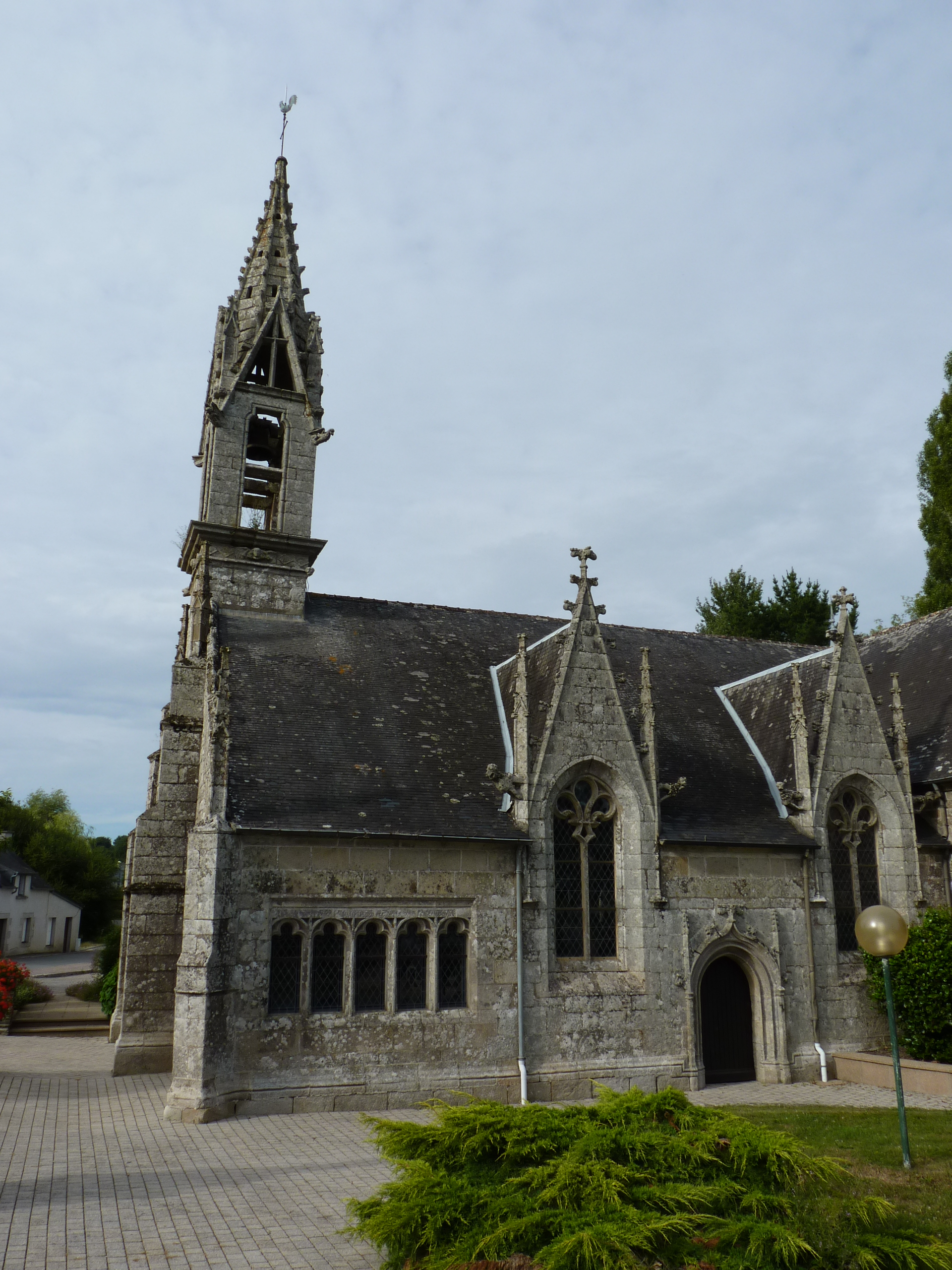
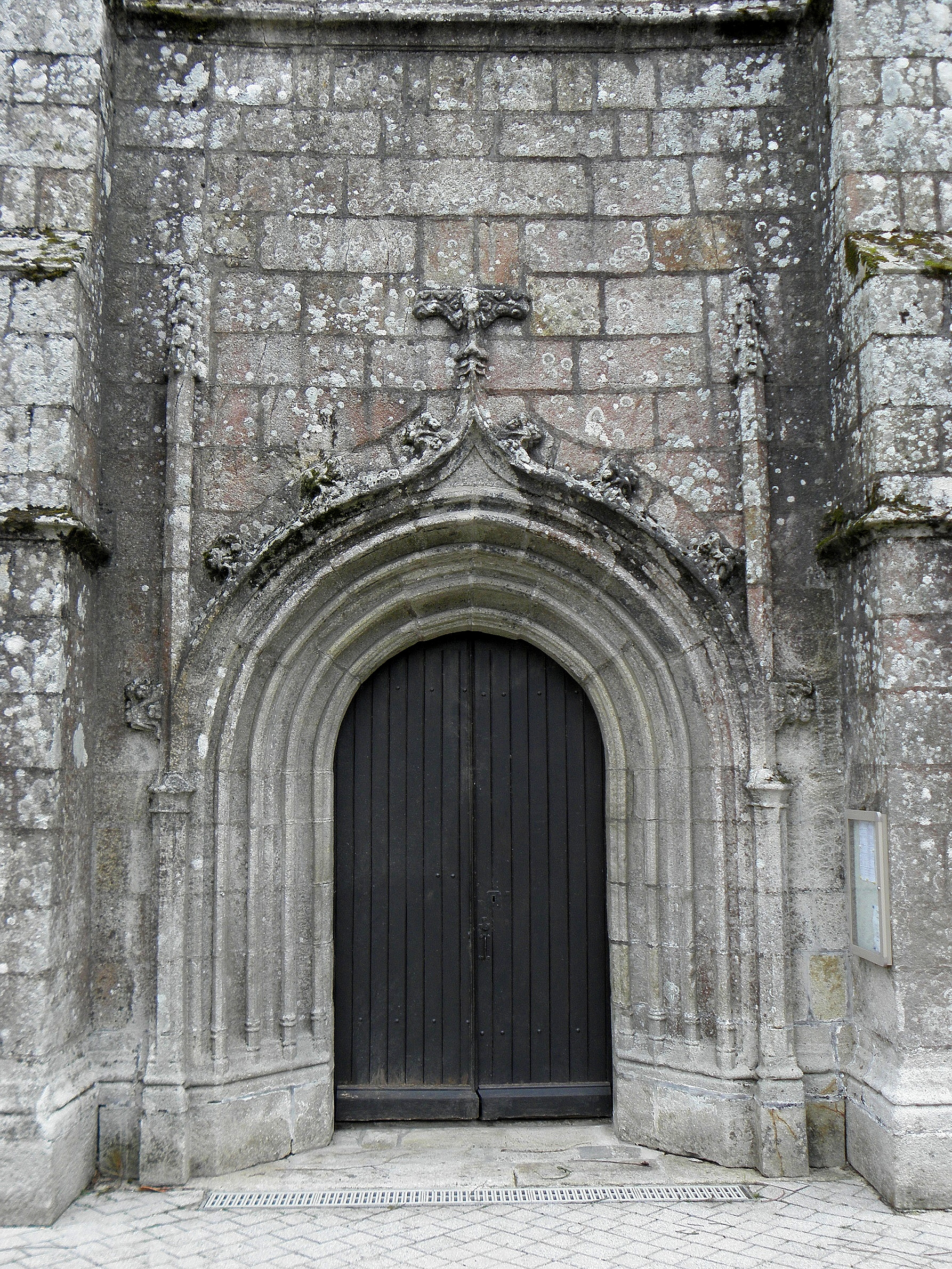
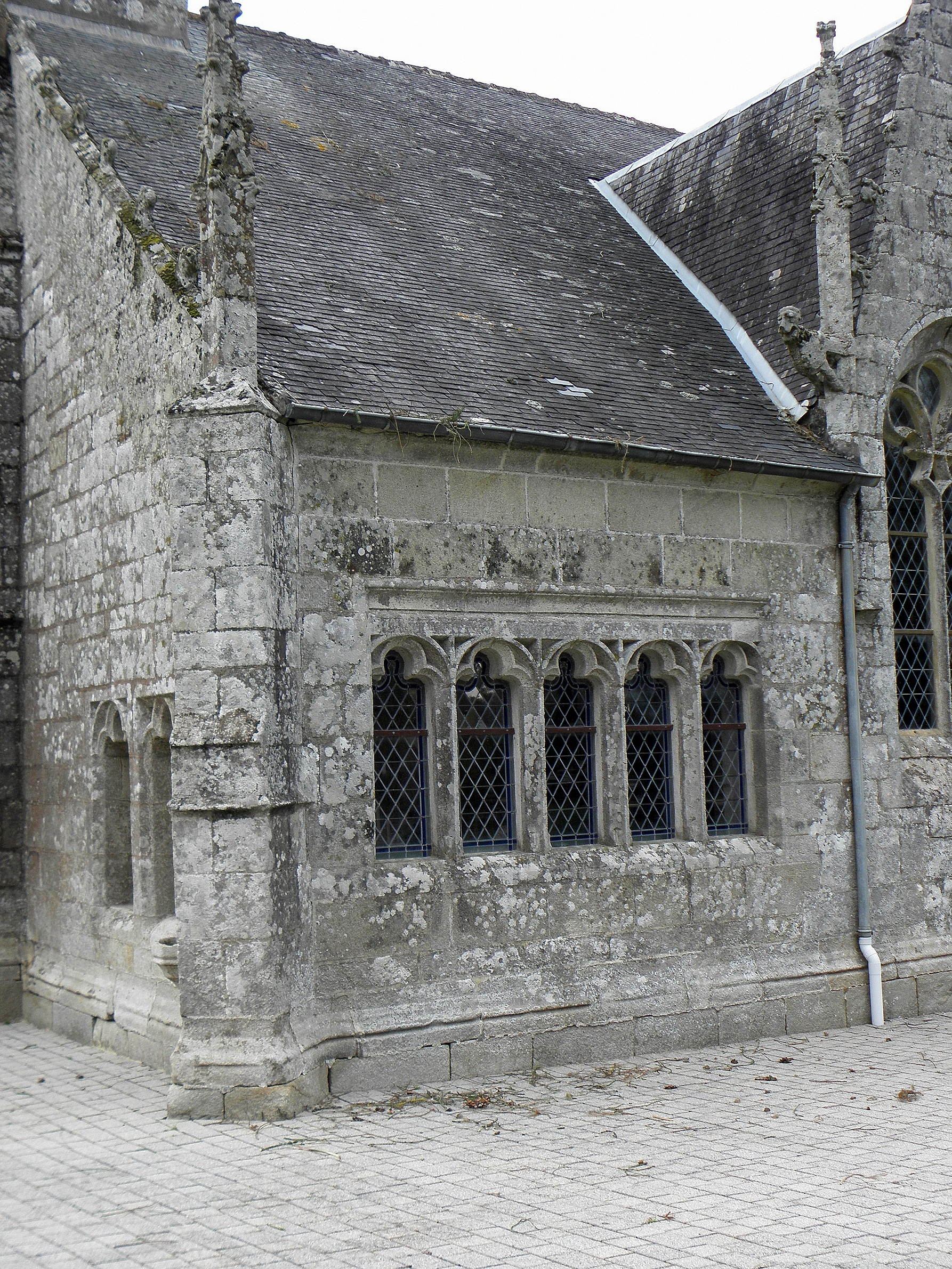
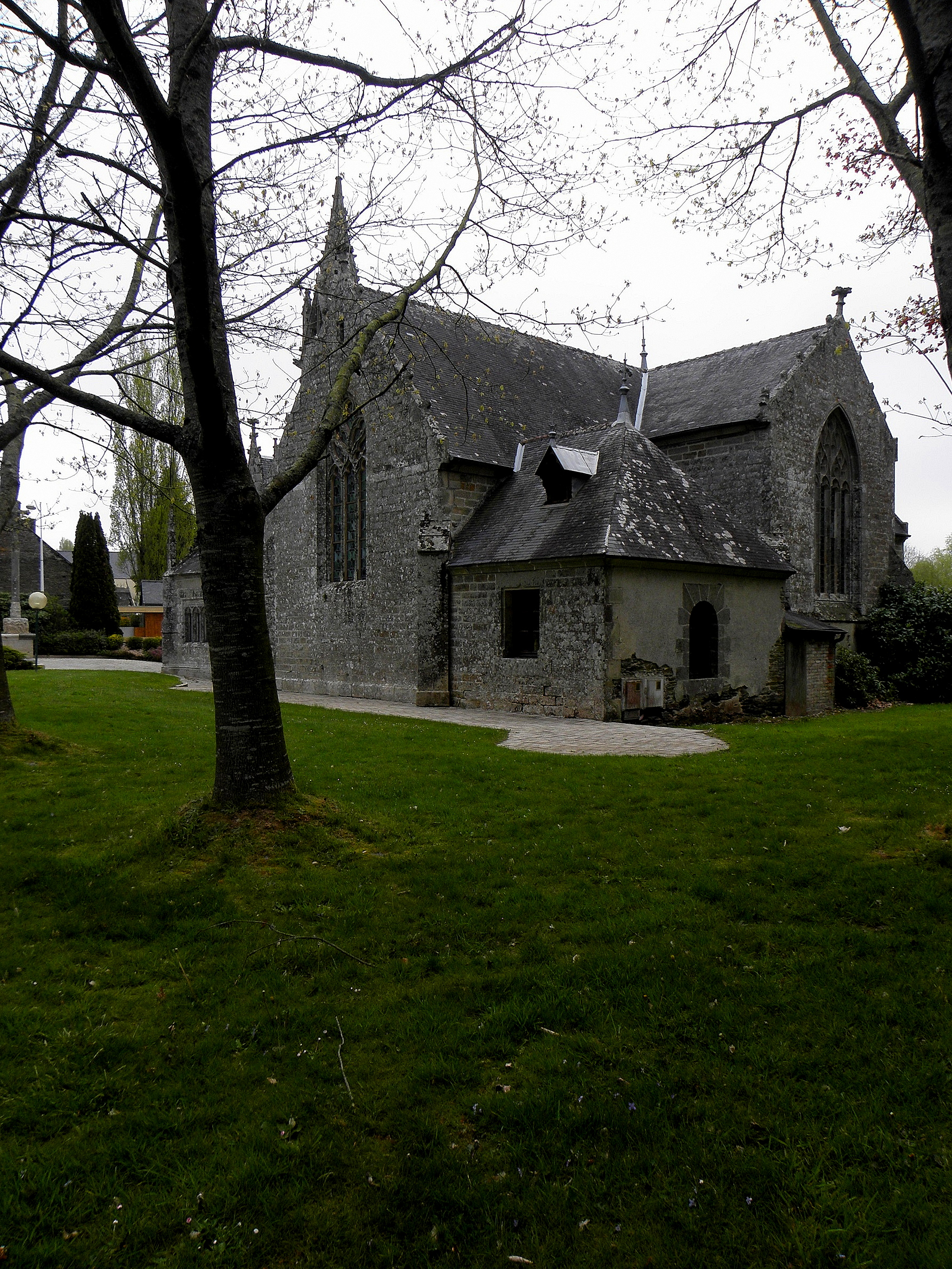
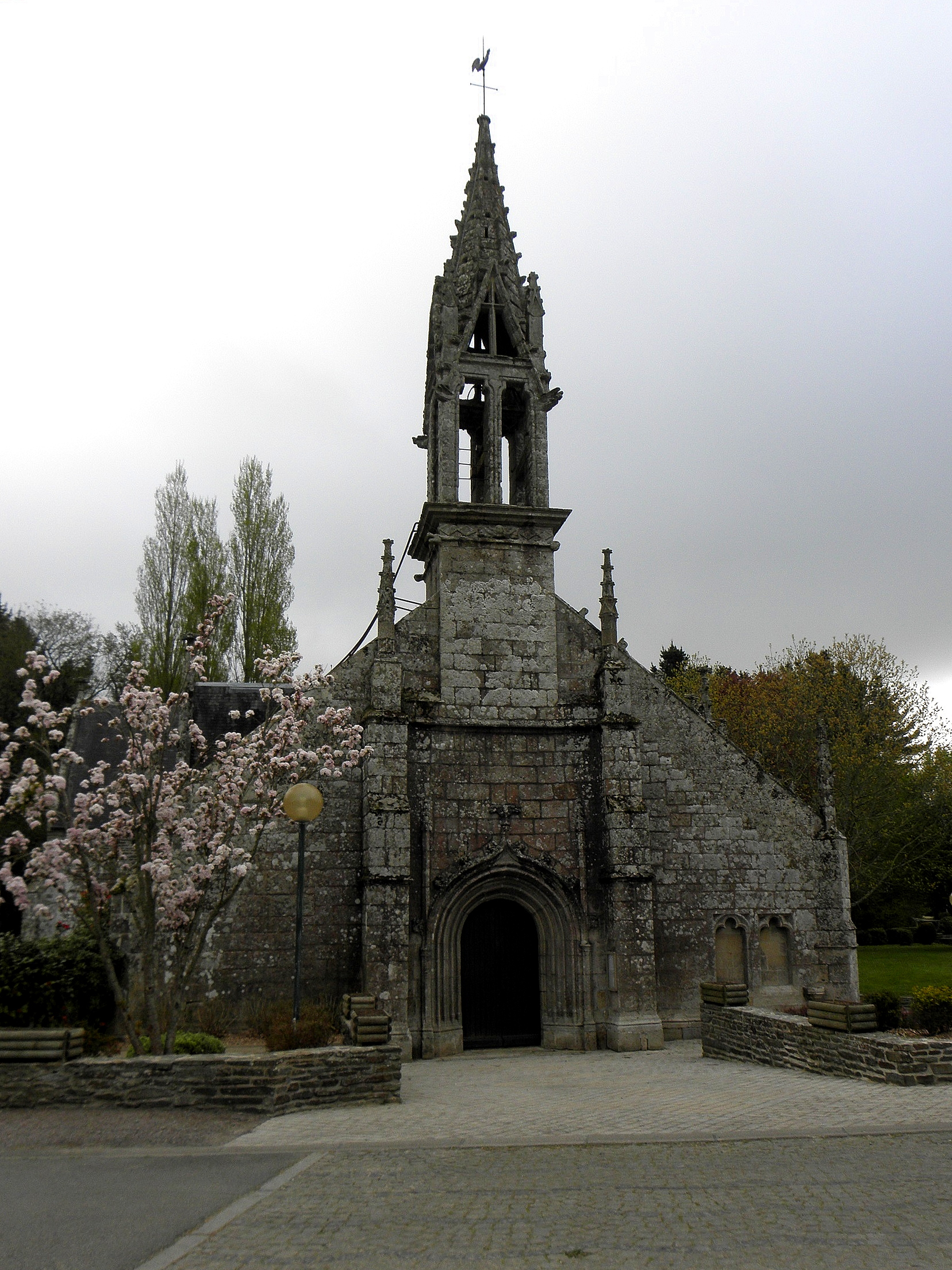
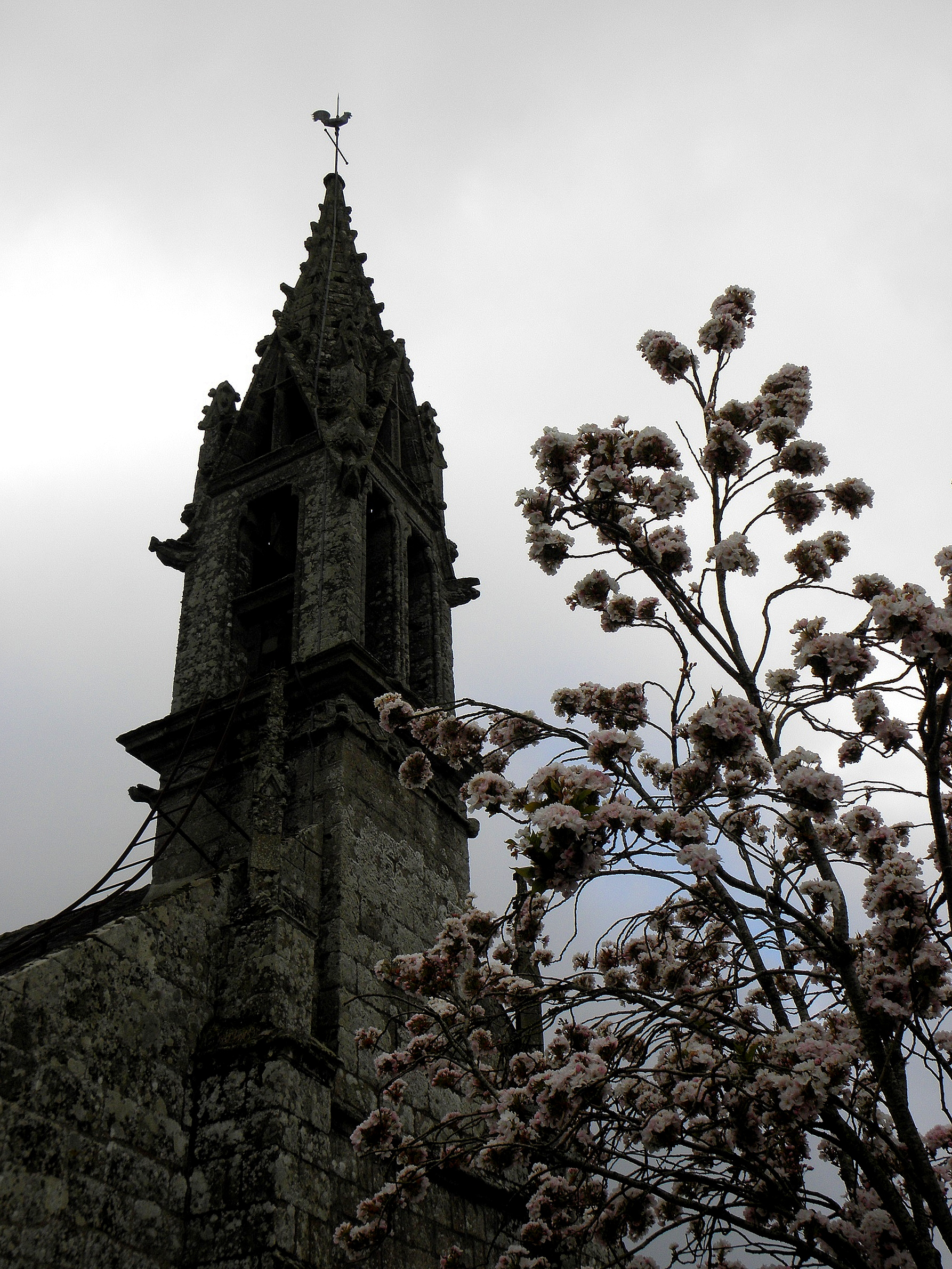